# 세르히 시도르추크
세르히 올렉산드로비치 시도르추크(우크라이나어: Сергі́й Олекса́ндрович Сидорчу́к, Serhiy Oleksandrovych Sydorchuk, 1991년 5월 2일 ~ )는 벨기에 프로 리그 소속 팀인 KVC 베스테를로에서 활약하고 있는 우크라이나의 축구 선수이다.

## 수상

### 클럽
디나모 키예프
- 우크라이나 컵 (2): 2013-14, 2014–15
- 우크라이나 프리미어리그 (2): 2014–15, 2015–16